# Zweifelau
Zweifelau ist ein Dorf auf der Gemarkung Immenreuth im oberpfälzischen Landkreis Tirschenreuth.

## Geografie
Das Dorf liegt im Südwesten des Fichtelgebirges nordöstlich des Flötzbaches und nordwestlich der Bahnstrecke Nürnberg–Eger. Zweifelau ist ein Ortsteil der Gemeinde Immenreuth, der alte Ortskern des Dorfes liegt ungefähr 700 Meter nordwestlich von deren Gemeindesitz. Östlich des alten Ortskerns hat sich ein größeres Gewerbegebiet entwickelt, außerdem nördlich davon ein Neubaugebiet. 

## Geschichte
In Zeilarn befand sich ein Eisenhammer, der vom Wasser des Flötzbaches angetrieben wurde. Der Hammer bestand vom 14. bis zum 17. Jahrhundert.
Das bayerische Urkataster zeigt Zweifelau in den 1810er Jahren noch als einen Weiler, dessen drei Herdstelle sich um einen Anger gruppieren. Seit dem bayerischen Gemeindeedikt von 1818 gehört Zweifelau zur politischen Gemeinde Immenreuth, die zum Zeitpunkt der Gemeindegründung neben dem Hauptort Immenreuth noch aus drei weiteren Ortschaften bestand.
| Jahr          | 001824 | 001871 | 001885 | 001900 | 001925 | 001950 | 001961 | 001970 |
| Einwohnerzahl | 106    | 30     | 22     | 31     | 26     | 92     | 106    | 103    |